# Victor Spinei
Victor Spinei (Lozova, 26 ottobre 1943) è uno storico rumeno e professore emerito di storia e archeologia presso la Università Alexandru Ioan Cuza, oltre a essere membro e vicepresidente dell'Accademia romena.
I suoi studi si concentrano su approfondimenti relativi alla storia della Romania e del popolo rumeno nell'Alto e nel Pieno Medioevo, ai flussi migratori avvenuti nell'Europa orientale e sudorientale avvenuti durante questo periodo e alla produzione e alla circolazione degli idoli nell'Europa orientale e sudorientale durante il Medioevo.

## Biografia

### Formazione
Nato nel 1943 a Lozova, oggi compresa in Moldavia ma al tempo facente parte della Romania, nel 1961 Spinei si diplomò al Collegio Nazionale Costache Negruzzi e, nel 1966, conseguì la laurea in Storia e Filosofia presso l'Università Alexandru Ioan Cuza, dopodiché si specializzò presso l'Istituto di Preistoria e Archeologia storica dell'Università della Saarland (1973–1974). Nel 1977 conseguì un dottorato di ricerca presso l'Istituto di Storia di Nicolae Iorga di Bucarest con Ștefan Ștefănescu come relatore (inizialmente con Ion Nestor dell'Università di Bucarest).

### Carriera accademica
Tra il 1966 e il 1990 Spinei fu ricercatore presso l'Istituto di Storia e Archeologia A.D. Xenopol dell'Accademia rumena di Iași. La sezione di archeologia si frammentò al suo interno nel 1990, dando origine all'Istituto di archeologia di Iași (anch'esso sotto l'egida dell'Accademia rumena) sotto cui Spinei continuò a lavorare fino al 2012. Ha ricoperto il ruolo di direttore dell'Istituto di Archeologia di Iași tra il 2003 e il 2011 e dal 2014 è stato incaricato del ruolo di direttore onorario. Dal 2015 è membro corrispondente dell'Istituto archeologico germanico.
Dal 1990 è cultore della materia presso l'Università Alexandru Ioan Cuza di Iași, avendo intrattenuto anche delle conferenze come professore ospite presso l'Università libera di Berlino (Institut für Prähistorische Archäologie), l'Università di Magonza (Historisches Seminar), l'Università di Costanza (Fachbereich: Geschichte und Soziologie), l'Università di Friburgo (Institut für Archäologische Wissenschaften / Fachbereich: Frühgeschichtliche Archäologie und Archäologie des Mittelalters) e l'Università Statale della Moldavia a Chișinău.
Tra il 2001 e il 2015 Spinei è stato membro corrispondente dell'Accademia romena, divenendo titolare dell'Accademia il 5 luglio 2015 e venendo eletto vicepresidente il 27 novembre 2015.
È membro di diversi comitati editoriali, tra cui Arheologia Moldovei, Dacia, Historia Urbana, Studii și Cercetări de Istorie Veche și Arheologie, Res Historica e Acta Euroasiatica; ha altresì fondato e coordina diverse collane di testi accademici pubblicati dall'Università Alexandru Ioan Cuza e dall'Accademia rumena.
Dal 2012 è membro della Commissione per gli studi storici e culturali del Consiglio nazionale rumeno per l'attestazione di titoli, diplomi e certificati universitari.

## Riconoscimenti personali
Tra i principali premi che ha ricevuto a titolo personale si menzionano:
- Premio Nicolae Iorga dell'Accademia rumena (1982);
- Dottore Honoris Causa dell'Università statale della Moldova, Chișinău (2012);[8][9]
- Professore emerito dell'Università Alexandru Ioan Cuza di Iași (2012);[10]
- Ordine della Stella di Romania, grado Cavaliere (2017).[11]

## Opere selezionate

### In rumeno
- Moldova în secolele XI-XIV, Editura Științifică și Enciclopedică, Bucharest, 1982.
- Spinei, Realități etnice și politice în Moldova Meridională în secolele X-XIII. Români și turanici, Editura Junumea, Iași, 1985.
- Marile migrații din estul și sud-estul Europei în secolele IX-XIII, Editura Institutului European, Iași, 1999.

### In inglese
- Moldavia in the 11th-14th Centuries, Editura Academiei Române, București, 1986.
- The Great Migrations in the East and South East of Europe from the Ninth to the Thirteenth Century, prima edizione: Istituto di Cultura Rumena, Cluj-Napoca, 2003, ISBN 9789738589452; second edition: Hakkert Publisher, Amsterdam, 2006, ISBN 90-256-1207-5 (volume 1) e ISBN 90-256-1214-8 (volume 2).
- The Romanians and the Turkic Nomads North of the Danube Delta from the Tenth to the Mid-Thirteenth Century, Brill, Leida–Boston, 2009, ISBN 978-90-04-17536-5.

### In francese
- Les Princes Martyrs Boris et Gleb. Iconographie et Canonisation, Archaeopress, Oxford, 2011, ISBN 978-1-4073-0902-6.
- Mongolii și românii în sinteza de istorie ecleziastică a lui Tholomeus din Lucca /  Les Mongols et les Roumains dans la synthèse d’histoire ecclesiastique de Tholomeus de Lucca, Editura Universității “Al. I. Cuza”, Iași, 2012, ISBN 978-973-703-737-4.